# Slanted and Enchanted
Albums de Pavement
Crooked Rain, Crooked Rain
(1994)
Slanted and Enchanted est le premier album de Pavement, sorti en 1992. 

## L'album
La version cassette a la particularité de ne mentionner aucun titre. La critique Sophie Harris écrit : Avec ses bords déchirés et ses émotions désordonnées, Slanted and Enchanted est encore aujourd'hui un disque parfait. Rolling Stone le classe à la 134e place de son classement des 500 meilleurs albums de tous les temps. Blender le place lui à la 1re des 10 meilleurs albums d'Indie-Rock de tous les temps. Il est ainsi présent dans de très nombreux classements de la presse musicale et fait partie des 1001 albums qu'il faut avoir écoutés dans sa vie. 

### Titres
Tous les titres sont de Stephen Malkmus, sauf mention. 
1. Summer Babe (Winter Version) (3:16)
2. Trigger Cut / Wounded-Kite at :17 (3:16)
3. No Life Singed Her (2:09)
4. In the Mouth a Desert (3:52)
5. Conduit for Sale! (2:52)
6. Zürich Is Stained (1:41)
7. Chesley's Little Wrists (1:16)
8. Loretta's Scars (2:55)
9. Here (3:56)
10. Two States (Scott Kannberg) (1:47)
11. Perfume-V (2:09)
12. Fame Throwa (3:22)
13. Jackals, False Grails: The Lonesome Era (3:21)
14. Our Singer (3:09)

### Musiciens
- Stephen Malkmus : voix, guitare
- Scott Kannberg : voix, guitare, basse
- Gary Young : batterie, percussions